# Црква Светог Пантелејмона у Брђанима
Црква Светог Пантелејмона у Брђанима, насељеном месту на територији општине Горњи Милановац, припада Епархији жичкој Српске православне цркве.
Почетак градње цркве посвећене Светом великомученику Пантелејмону је почела почетком 2014. године, после подизања Часног крста и освећена земљишта на којем је подигнут храм. 